# Lucílio Batista
Lucílio Batista (Lissabon, 26 april 1965) is een Portugese voormalige voetbalscheidsrechter.

## Carrière
Batista werkte als bankbediende voordat hij scheidsrechter werd in de Primeira Liga. Hij floot voornamelijk matchen in eigen land maar ook op enkele internationale toernooien was hij actief. Zo floot hij twee matchen op het EK 2004 in eigen land. Ook op de Confederations Cup in 2003 floot hij twee wedstrijden.Ook op clubniveau leidde hij enkele internationale wedstrijden. In de UEFA Champions League 16 wedstrijden en in de UEFA Cup 10 wedstrijden. Daarbuiten floot hij ook nog de finale van de Oekraïense voetbalbeker in 2006.